# Gletschertor

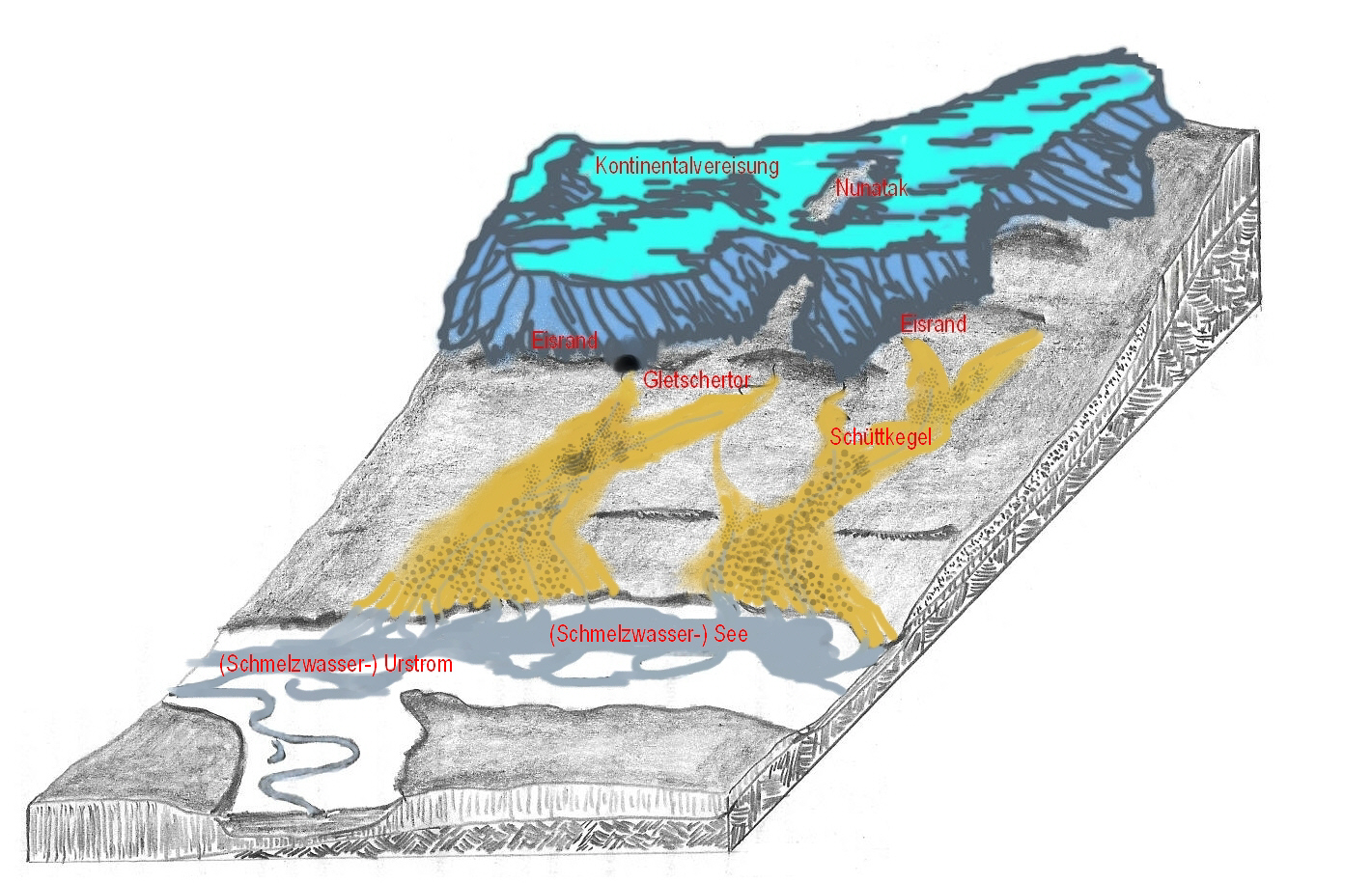
Modell eines Gletschers der Kontinentalvereisung mit Gletschertor

Das Gletschertor ist der meist halbrunde, mehr oder weniger deutlich sichtbare Ausgang am Ende der Gletscherzunge, durch den der Schmelzwasserabfluss eines Gletschers erfolgt. Aus dem Gletschertor fließt der Schmelzwasserstrom, die sogenannte Gletschermilch.
Je nach Größe der Gletscherzunge kann das Gletschertor wenige Meter Durchmesser bis hin zu 40 Metern Höhe und bis zu 30 Meter Breite erreichen.

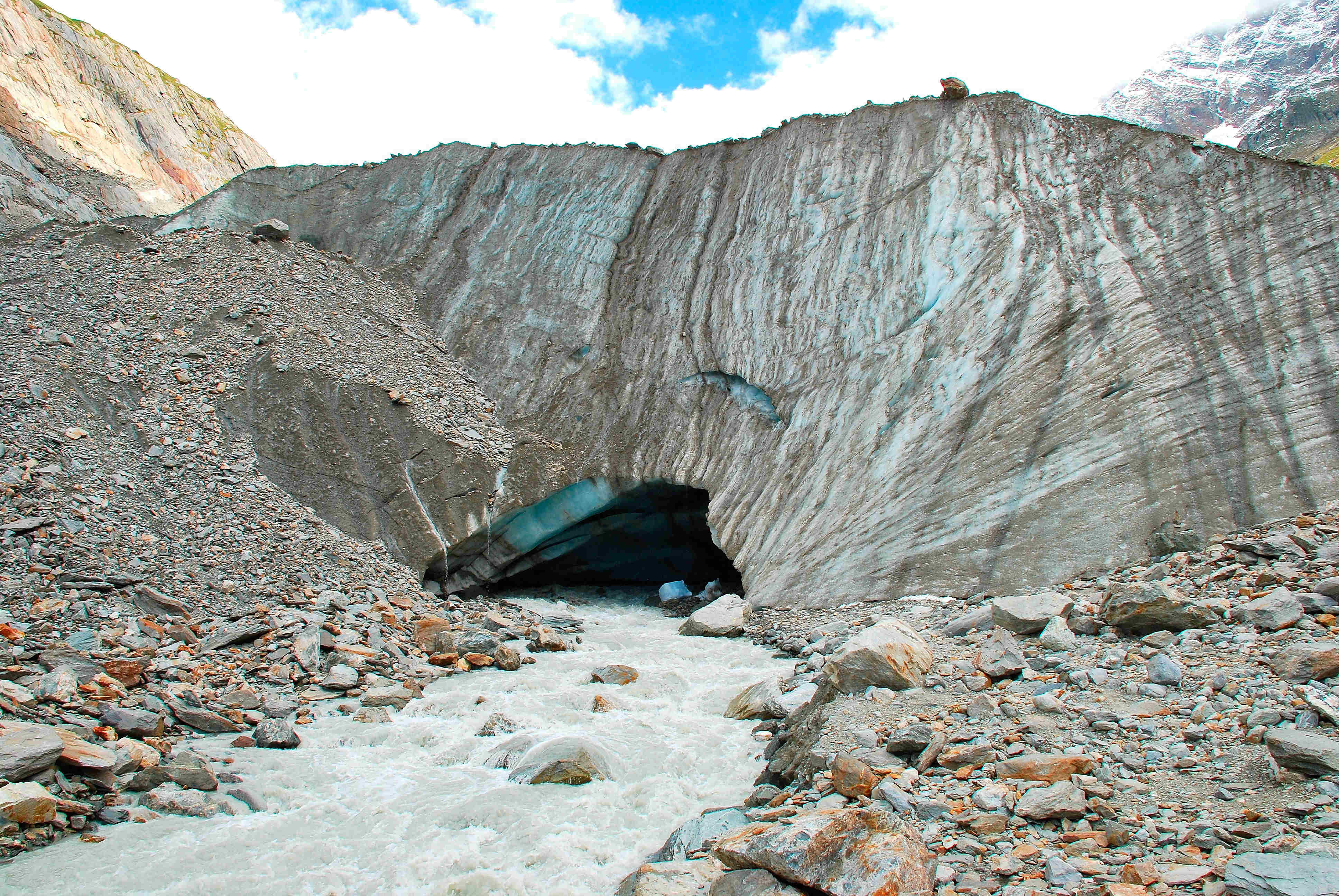
Gletschertor des Langgletschers (Schweiz)
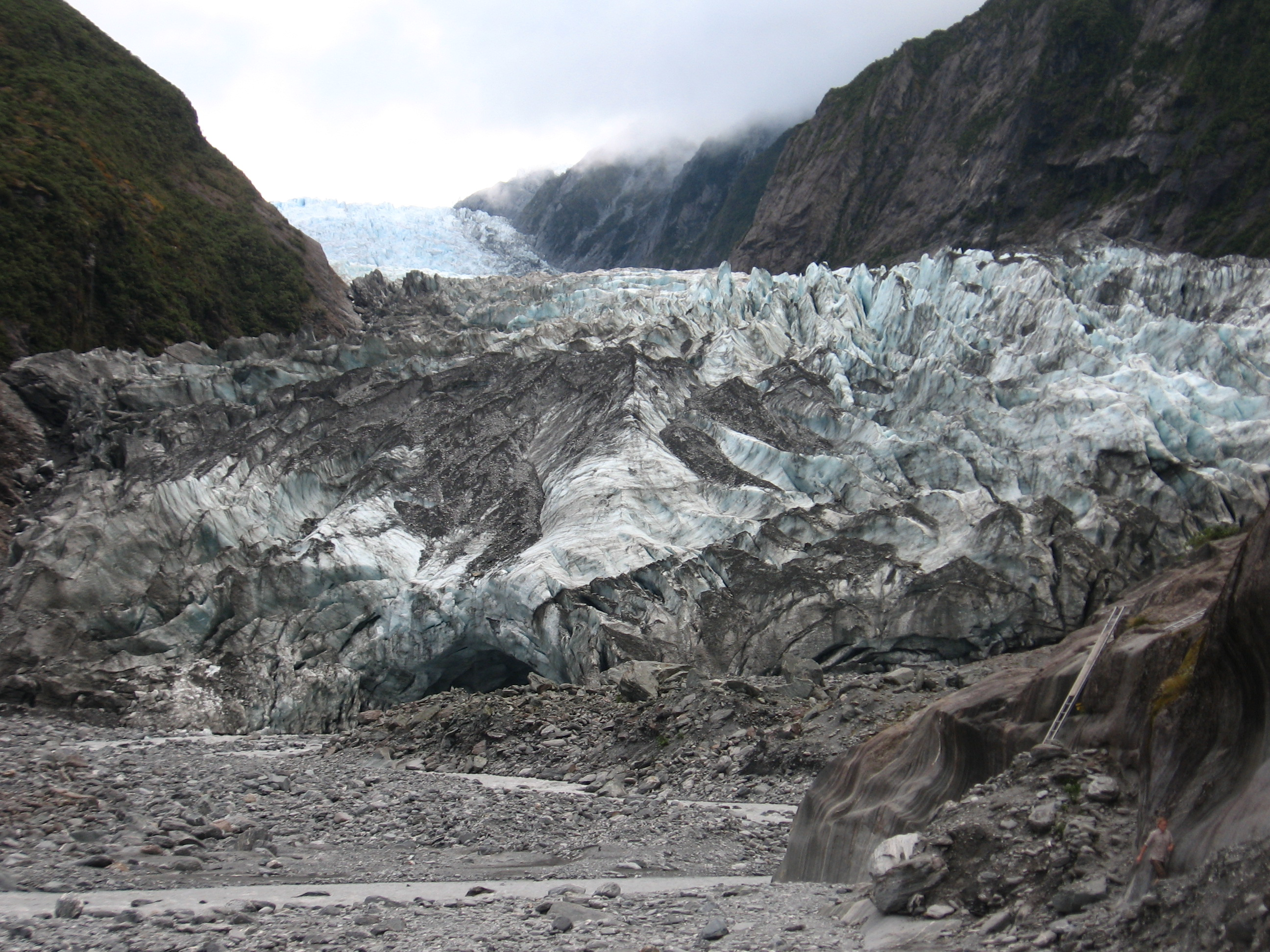
Gletschertor des Franz-Josef-Gletschers (Neuseeland)